# Amurrio
Amurrio est une commune d'Alava située dans la communauté autonome du Pays basque en Espagne.
Le code de l'entité singulière de population est de 2 et le code municipal est 002. Historiquement, l'économie d'Amurrio était principalement basée sur l'agriculture et l'industrie. Aujourd'hui, la ville continue d'avoir une base économique diversifiée, comprenant l'agriculture, l'industrie locale et les services.

## Géographie
Amurrio se trouve dans la vallée d'Amurrio, entourée de collines et de montagnes, notamment les monts du massif d'Entzia. La ville est un bon point de départ pour explorer les environs, avec des espaces naturels protégés comme le parc naturel de Gorbeia à proximité. Ces zones offrent des opportunités pour les activités de plein air telles que la randonnée, le cyclisme et l'observation de la faune.

## Hameaux
Au-delà d'Amurrio qui est le chef-lieu de la commune et une ville de 9 481 habitants, la commune comprend les hameaux suivants :
- Aloria, concejo ;
- Artomaña, concejo ;
- Baranbio, concejo ;
- Delika, concejo ;
- Larrinbe, concejo ;
- Lekamaña, concejo ;
- Lezama, concejo ;
- Onsoño, hameau non répertorié[2].
- Saratxo, concejo ;
- Tertanga, concejo.

## Économie
L'économie de la ville est dominée par l'industrie sidérurgique avec, en particulier, la fabrication de tubes d'acier.
Les entreprises employant plus de cinquante travailleurs sont :
- Aceralava Acería de Álava : 150 ;
- Amurrio Ferrocarril y Equipos : 175 ;
- Industria Auxiliar Alavesa (INAUXA) : 140 ;
- Kime: mobiliario metálico : 110 ;
- Lázaro Ituarte Internacional : 50 ;
- Möllertech : 330 ;
- Tubacex Tuberías Inoxidables (TTI) : 160 ;
- Tubos Reunidos : 940.

## Sites
- Église de San Juan Bautista est un édifice religieux post médiéval.
- Musée de la Mécanique qui met en avant l'histoire industrielle de la région, avec une collection de machines et d'outils anciens.